# Mamadou Bagayoko
Mamadou Bagayoko (París, Francia, 21 de mayo de 1979) es un exfutbolista maliense. Jugaba de delantero y su último equipo fue el US Luzenac de la Championnat National de Francia.

## Selección nacional
Ha sido internacional con la Selección de fútbol de Malí, ha jugado 31 partidos internacionales y ha anotado 4 goles.

### Participaciones en la Copa del Mundo
| Mundial                                | Sede    | Resultado    |
| -------------------------------------- | ------- | ------------ |
| Copa Mundial de Fútbol Juvenil de 1999 | Nigeria | Tercer lugar |

### Participaciones internacionales
| Torneo                         | Sede   | Resultado    |
| ------------------------------ | ------ | ------------ |
| Copa Africana de Naciones 2002 | Mali   | Cuarto lugar |
| Copa Africana de Naciones 2010 | Angola | Primera fase |

## Clubes
| Club             | País       | Año         |
| ---------------- | ---------- | ----------- |
| USL Dunkerque    | Francia    | 1998        |
| FC Sens          | Francia    | 1998 - 1999 |
| RC Estrasburgo   | Francia    | 1999 - 2003 |
| AC Ajaccio       | Francia    | 2003 - 2004 |
| FC Nantes        | Francia    | 2004 - 2005 |
| OGC Niza         | Francia    | 2005 - 2006 |
| Al-Wahda FC      | EAU        | 2006 - 2007 |
| FC Nantes        | Francia    | 2007 - 2009 |
| OGC Niza         | Francia    | 2009 - 2011 |
| PAS Giannina     | Grecia     | 2011 - 2012 |
| Doncaster Rovers | Inglaterra | 2012        |
| US Luzenac       | Francia    | 2013        |

## Palmarés

### Campeonatos nacionales
| Título          | Club          | País    | Año  |
| --------------- | ------------- | ------- | ---- |
| Copa de Francia | RC Strasburgo | Francia | 2001 |